# Charlie McAvoy
Charlie McAvoy (Long Beach, Nueva York, 21 de diciembre de 1997), apodado Chucky Bright Lights o Bonafide Stallion, es un jugador profesional estadounidense de hockey sobre hielo que se desempeña en la posición de defensor derecho en Boston Bruins, equipo de la National Hockey League (NHL).

## Carrera
Fue seleccionado en la primera ronda en la NHL Entry Draft de 2016. Hizo su debut profesional con el equipo Boston Bruins, donde lleva jugando ocho temporadas.